# Condado de Miraflores de los Ángeles
El Condado de Miraflores de los Ángeles es un título nobiliario español concedido por el rey Carlos II el 28 de noviembre de 1689 a favor de Juan de Torres de Navarra y de la Vega Ponce de León (fallecido en 1719),  con el vizcondado previo de la Vega. Su nombre se refiere al lugar de Miraflores de los Ángeles, situado en el municipio andaluz de Málaga, en la provincia homónima.

## Condes de Miraflores de los Ángeles
- I conde, Juan de Torres de Navarra y de la Vega Ponce de León, I conde de Miraflores de los Ángeles (fallecido en 1719);
- II conde, Diego de Torres de Navarra, II conde de Miraflores de los Ángeles (fallecido en 1726);
- III conde, Bartolomé de Torres de Navarra y Ponce de León, III conde de Miraflores de los Ángeles (a quién en 1729 Felipe V le confirmó el título como hereditario perpetuo);
- IV conde, Tomás de Torres de Navarra, IV conde de Miraflores de los Ángeles.
- V conde, Ignacio de Torres de Navarra Ponce de León y Villalón (fallecido en 1852), V conde de Miraflores de los Ángeles, hijo de María Josefa Villalón y Auñón, casado con Mª del Carmen Auñón y Angulo. Le sucedió su hijo:
- VI conde, Francisco Javier de Torres de Navarra y Auñón, VI conde de Miraflores de los Ángeles, nacido en 1805 y casado con su prima hermana Mª Josefa de León y Villalón. Le sucedió:
- VII conde, Andrés Villalón-Daoiz y Torres de Navarra, VII conde de Miraflores de los Ángeles. Casado con Ana Halcón y Sáenz de Tejada. Le sucedió su hijo:
- VIII conde, Fernando Villalón-Daoiz y Halcón (1881-1930), VIII conde de Miraflores de los Ángeles, poeta. Era hijo primogénito de D. Andrés Villalón-Daoiz y Torres de Navarra, Conde de Miraflores de los Ángeles, y de Dña. Ana Halcón y Sáenz de Tejada. Fue bautizado en la parroquia de San Juan de la Palma. Residía con sus padres en Morón de la Frontera, calle de Ramón Auñón, n.º 7, pasando temporadas en el Cortijo de La Rana. Le sucedió su hermano:
- IX conde, Jerónimo Villalón-Daoiz y Halcón, IX conde de Miraflores de los Ángeles. Rehabilitó a su favor el título de marqués de Villar del Tajo el 9 de abril de 1921. Casado con Mª Teresa Sánchez de Ibargüen y Villalón-Daoiz. Hermano mayor de la Real Maestranza de Caballería de Sevilla.
- X conde, Ignacio Sánchez de Ibargüen y Villalón-Daoiz, por fallecimiento de su tío don Jerónimo Villalón-Daoiz y Halcón.(Boletín Oficial del Estado, núm. 174 de 22 de julio de 1974, páginas 15205 a 15205). Viudo de doña Dolores Benjumea y Vázquez y casado con doña Concepción Mencos Armero.
- XI conde, Ignacio Sánchez de Ibargüen y Benjumea, actual conde de Miraflores de los Ángeles, desde el 29 de noviembre de 1995 (Boletín Oficial del Estado, núm. 254 de 24 de octubre de 1995, páginas 30924 a 30924). Casado con doña María del Carmen Esquivias García Cid.

- Datos: Q5177896